# Відносини СНД — Європейський Союз
Відносини Європейського Союзу (ЄС) та Співдружністю Незалежних Держав (СНД) — це багатосторонні відносини між Європейським Союзом і Співдружністю Незалежних Держав.

## Історія
Європейська політика сусідства охоплює взаємини із сусідами ЄС на сході та вздовж південного та східного узбережжя Середземного моря. З країн СНД, що охоплюються цією політикою, є: Азербайджан, Білорусь, Вірменія та Російська Федерація.
До 2007 р. сприяння Європейській Комісії країнам, на які поширюється Європейська політика сусідства, було надано відповідно до різних географічних програм, які включали програму TACIS (Технічне сприяння країнам СНД).
Сьогодні основними цілями Європейської політики сусідства (ЄПС) є взаємний інтерес ЄС та його сусідів у сприянні перетворенням, утвердженню верховенства закону, міцним демократичним принципам та процвітанню у всіх сусідніх країнах розширеного Європейського Союзу. ЄС пропонує своїм сусідам активний політичний діалог і глибші економічні відносини, засновані на цінностях і спільних інтересах, що розділяються, у вирішенні спільних проблем. Росія є найбільшою сусідньою країною СНД, і ці відносини набували форми стратегічного партнерства до початку російсько-української війни, яка призвела до процесу вступ України до Європейського Союзу.

### Центральна Азія
Європейський Союз разом зі своїми державами-членами надає велику технічну допомогу країнам Центральної Азії. Країнами СНД у Центральній Азії є: Казахстан, Киргизстан, Таджикистан, Узбекистан і асоційованим членом Туркменістан.
Основною метою співпраці між ЄС та Центральною Азією, як зазначено у Стратегічному документі для Центральної Азії на період з 2002 по 2006 рр., є сприяння стабільности та безпеки країн Центральної Азії, надання допомоги у досягненні ними сталого економічного розвитку та зниження бідності. ЄС зобов'язався працювати з країнами Центральної Азії, щоб підтримати їх політичні та економічні реформи. 
Угоди про партнерство та співробітництво встановлюють рамки відносин між ЄС та країнами Центральної Азії. Надання офіційного статусу двостороннім відносинам між ЄС та окремими країнами партнерами було досягнуто під час обговорення умов Угод про партнерство та співробітництво; в даний час вони діють щодо Казахстану, Киргизстану та Узбекистану. Угоди про партнерство та співробітництво забезпечують юридичні рамки, засновані на повазі до демократичних принципів і прав людини, що фіксують політичні, економічні та торговельні відносини між ЄС та його країнами-партнерами. Кожна Угода про партнерство та співробітництво є двостороннім договором, що діє протягом 10 років та ратифіковується ЄС та окремими державами.

## Характеристики
У процесі історичного розвитку, з кожним новим століттям людство все більше усвідомлювало, що держава не є найвищою формою об'єднання. У XX ст. процес поєднання поступово змінюється інтеграцією. Інтеграційні процеси другої половини ХХ століття стали визначальним чинником появи величезної кількости нововведень у різних сферах, зокрема у сфері права. Особливий вплив це вплинуло на розвиток конституційного та міжнародного права. Результатом цих процесів є і поява на території Євразії двох найбільших утворень — це Європейські Спільноти (які стали — Європейським Союзом у 1992 році) та Співдружність Незалежних держав.
Як було сказано раніше, у правовій базі, на якій заснована робота Співдружності, немає конкретної згадки про її юридичну природу. Але, наприклад, і в Алма-Атинській декларації, і в статті 1 Статуту СНД закріплені схожі за змістом норми, які містять тезу і свідчать, що Співдружність не є державою і не має повноважень, які мають наднаціональний (наддержавний) характер як у ЄС. З цього приводу Г.В. Ігнатенко зауважив, що оцінка має включати також позитивне судження і не може бути обмежена лише запереченням. Відсутність такого складового стала основою появи безліч різних суджень щодо природи Співдружності. Наприклад, Н.А. Михальова вважає, що СНД є регіональною спільнотою, правовою, політичною формою добровільного об'єднання суверенних держав, які раніше входили до СРСР, створене на умовах повного збереження суверенітету та міжнародної правосуб'єктності держав-учасниць. Або, наприклад, перший висновок, до якого дійшли Л.В. . Але варто зауважити, що поняття регіональної міжнародної організації та конфедерації, на думку цих дослідників, сумісні та не суперечать одне одному. Г.В. Ігнатенко згадував, що якщо СНД не має наддержавного статусу, то цей факт не виключає, що СНД є міждержавною освітою. Але пізніше Г. Г. Шинкарецька відмовилася від раніше згаданого висновку та твердо висловилася за те, що СНД є регіональною міжнародною організацією.
Про юридичну природу Співдружності також існує і консультативний висновок Економічного Суду СНД від 23 червня 1998 року № 01-1/2-98, в якому сказано, що СНД є суб'єктом міжнародного права через те, що Співдружність реально існує і є учасником міжнародних відносин. Пізніше, 15 лютого 2010 року, було видано ухвалу суду №01-1/1-10 про роз'яснення цього консультативного висновку, в якому чітко визначено, що Співдружність Незалежних Держав є суб'єктом міжнародного права, що є міждержавною освітою з широкою сферою спільної діяльності та розвиненою організаційною структурою, яка має договірну правоздатність.
З усього вищесказаного можна дійти невтішного висновку у тому, що є СНД. Якщо раніше, на ранньому етапі існувало безліч точок зору, то сьогодні думки більшості дослідників дійшли єдності. Співдружність Незалежних Держав є міжнародною регіональною організацією. Цей висновок підтверджують ознаки, властиві Співдружності. А саме: воно засноване на міжнародному праві та міжнародному договорі і має самостійні організаційно-правові категорії, права та обов'язки, відокремлену сферу співробітництва, має автономну волю.
Момент визначення природи Європейського Союзу є складнішим, оскільки до сьогодні відсутня єдність у розумінні його юридичної природи.
Європейський Союз є об'єднанням 27 держав, засноване після підписання 7 лютого 1992 р. «Договору про Європейський Союз» (Маастрихтський договір). Особливістю ЄС є її двоїстість у визначенні статусу: він містить як елементи міжнародної організації, так і елементи державності у формі федерації чи конфедерації.
До ознак, що визначають ЄС як федерацію, можна віднести Європейський парламент, що обирається, та формування його за рахунок коштів бюджету ЄС, верховенство європейського права над національним у практиці Європейського Суду, а також закріплені у статтях Договору та в судовій практиці Європейського Суду основних правових гарантій. Так у статті 1 Договору про ЄС закріплено, що рішення в ЄС мають прийматися відкрито та близько стосовно цивільного населення. У статті 5 визначено, що у повноваження, які не належать до сфери виняткової компетенції, співтовариство дотримується принципу субсидіарності. Ознака урядового співробітництва проявляється, насамперед, у зовнішній політиці та у політиці, пов'язаної з безпекою Союзу, у сфері поліцейського та правового співробітництва.
Існує така думка, що Європейський Союз як союз держав – не остаточна структура. У результаті ЄС має бути союзом народів Європи, в якому переважатимуть державні риси, інакше звана ідея створення «Сполучених Штатів Європи», яка з'явилася задовго до створення самого ЄС. І якщо наддержавність союзу зростатиме, то таке перетворення цілком можливе.
Б.А. Страшун також зазначає, що Європейський Союз якщо й ніс спочатку риси конфедерації, то на сьогодні вже він набув ознак федеративного устрою, оскільки деякі акти, видані органами Союзу, мають пряму дію на територіях держав-членів.
ЄС було створено задля досягнення певних цілей; у ньому зберігається суверенність держав і є досить високий рівень їх самостійності; міжнародний договір Європейського Союзу є правовою основою — це ознаки конфедерації. Також ЄС часто називають м'якою, «пухкою» конфедерацією, але законодавчо це ніде не відображено.
Після визначення природи та статусу Європейського Союзу та СНД логічно перейти до порівняння компетенцій, якими держави-члени чи держави-учасниці наділили ці два об'єднання.
Європейський Союз та СНД були створені, як було сказано раніше для досягнення певних цілей. Для виконання цієї країни, які створили ці об'єднання, наділили ЄС і СНД певними компетенціями. Компетенції ЄС закріплені у Договорі про функціонування Європейського Союзу (Лісабонська редакція договору 2007 р.) у 2-6 статтях. Згідно з Договором, компетенції поділяються на три види: виняткова, спільна, допоміжна.
До виняткової компетенції Європейського Союзу, прописаної у статті 3, належать такі сфери: митний союз, встановлення правил конкуренції, грошова політика, збереження морських біологічних ресурсів, загальна торговельна політика. За ЄС також закріплені компетенції, що входять до цієї групи, наприклад, укладення міжнародних угод, коли такий висновок передбачений у законодавчих актах Союзу, коли він необхідний, для реалізації функцій і завдань, покладених на ЄС, та забезпечення його розвитку.
Спільна компетенція ЄС та держав-членів закріплена у статті 5. Такий вид компетенції визначається залишковим принципом, тобто до неї входять усі компетенції, які не належать до сфер, прописаних у статтях 3 та 6. Особливістю спільної компетенції є те, що вона може бути доповнено виходячи з прийняття державами певних договорів.
На даний момент, згідно з Договором, вона поширюється на такі сфери: внутрішній ринок; соціальна політика стосовно аспектів, визначених у Договорі; економічне, соціальне та територіальне згуртування; сільське господарство та рибальство, за винятком збереження морських біологічних ресурсів; довкілля; захист споживачів; транспорт; трансєвропейські мережі; енергетика; простір свободи, безпеки та правосуддя; загальні проблеми безпеки у сфері охорони здоров'я стосовно аспектів, визначених у цьому Договорі.
У сферах наукових досліджень, технологічного розвитку та космосу та сферах співробітництва на підтримку розвитку та гуманітарної допомоги Європейський Союз має в своєму розпорядженні компетенцію проводити заходи, але за умови, що здійснення цієї компетенції ніяк не перешкоджатиме державам-членам здійснювати свою власну компетенцію.
Допоміжна або додаткова компетенція Союзу спрямована на здійснення діяльності з підтримки, координації та доповнення дій держав-членів. Сферами додаткової діяльності Європейського Союзу є: охорона та покращення здоров'я людей; промисловість; культура; туризм; освіта, професійне навчання, молодь та спорт; цивільна оборона; адміністративне співробітництво.
Щодо СНД у плані компетенцій все простіше, оскільки чіткіше з'ясовано, що Співдружність — це регіональна міжнародна організація.
Статут СНД наділяє його лише одним видом компетенцій - спільної, що прописано у статті 4. До сфери спільної діяльності держав-членів слід віднести наступне: забезпечення прав та основних свобод людини; координацію зовнішньополітичної діяльності; співробітництво у формуванні та розвитку спільного економічного простору, загальноєвропейського та євразійського ринків, митної політики; співробітництво у розвитку систем транспорту, зв'язку; охорону здоров'я та навколишнього середовища; питання соціальної та міграційної політики; боротьбу з організованою злочинністю; співробітництво в галузі оборонної політики та охорони зовнішніх кордонів.
Але, крім відмінностей, пов'язаних із цим питанням, між ЄС та СНД та подібності. Список сфер, що належать до спільної компетенції цих об'єднань, не є вичерпним. Так само, як і в Європейському Союзі, країни-учасниці Співдружності можуть доповнювати цей перелік за взаємною згодою.
Для здійснення компетенцій у СНД та ЄС функціонують спеціальні органи управління. До системи вищих органів Європейського союзу відносять на даний момент за всіма угодами, що пов'язують усі країни-члени на загальних підставах, сім органів: Європейська рада, Рада Європейського Союзу, Європейська комісія, Суд Європейського Союзу, Європейський парламент, Європейський суд авдиторів, Європейський центральний банк. Крім цих 7 основних органів виділяють також інші допоміжні органи, які забезпечують нормальне функціонування ЄС.
Вищі органи управління Співдружності визначені розділом VI Статутом СНД. До структури органів управління входить Співдружності 84 органи, серед яких діяльність 69 органів спрямована на галузеву співпрацю. Головну роль системі управління СНД грають Раду глав держав СНД і Раду глав урядів СНД. Вищим органом організації є Рада глав держав, основне завдання якого полягає у вирішенні основних питань та завдань, пов'язаних з діяльністю організації. Рада глав урядів СНД координує співпрацю органів виконавчої влади держав — учасниць в економічній, соціальній та інших сферах спільних інтересів. Усі рішення, висунуті в цих органах, не повинні перешкоджати здійсненню власної політики держав-членів і повинні бути ухвалені на основі консенсусу.
Перелік всіх органів дуже великий і компетенція цих органів виходить із їхньої назви. Приклад деяких із них: Рада міністрів внутрішніх справ держав – учасниць СНД; Рада міністрів закордонних справ СНД; Рада Міністрів оборони СНД; Рада міністрів юстиції держав – учасниць СНД; Рада з авіації та використання повітряного простору; Рада з гуманітарного співробітництва держав – учасниць СНД; Рада у справах молоді держав – учасниць СНД та ін. Але, згідно зі статтею 34 Статуту, цей перелік може бути доповнений іншими органами галузевого співробітництва, які можуть бути створені на основі угоди держав-учасниць про співробітництво у різних галузях.
Таким чином, проводячи порівняльну характеристику ЄС та СНД, можна дійти до висновку, що першопричиною всіх існуючих відмінностей є відмінність у міжнародно-правовому статусі та природі об'єднань держав. ЄС – це форма державного об'єднання з елементами конфедерації та федерації, СНД лише міжнародна регіональна організація, на відміну від Союзної держави Росії та Білорусі.
З цього випливають відмінності у структурі компетенцій: ЄС має спільну, виняткову та додаткову компетенцію, коли в правових засадах СНД прописані лише спільні компетенції. Це говорить про рівень існуючої наднаціональності в об'єднаннях: у Європейському Союзі це явище зараз досягло розумної межі. У СНД вона відсутня, як і сказано у Статуті. А відмінності у структурі органів та їх різноманіття визначається не лише з вищезгаданої причини, а й через особливості висунутих цілей, для яких держави об'єдналися.